# 간베번
간베 번(일본어: 神戸藩 칸베한[*])은 이세국 가와와군(지금의 미에현 쓰시의 일부) 주변을 영유한 번이다. 번청은 간베 성(지금의 스즈카시 간베).

## 니시다이번
니시다이번(西代藩)은 에도 시대 중기 가와치국에 존재하던 번이다. 니시다이(지금의 오사카부 가와치나가노시 니시다이 정)에 진야 번청이 세워졌다. 후에 번주 혼다 다다무네가 간베번으로 전봉되어 니시다이번은 폐번되었다.

### 역대 번주
혼다가
후다이 1만석 (1679년 ~ 1732년)
1. 다다쓰네
2. 다다무네

## 같이 보기
- 폐번치현